# Llista de monuments d'Espais de Memòria
La Llista de monuments d'Espais de Memòria fa referència a la Xarxa d'Espais de Memòria Democràtica de Catalunya impulsada pel Memorial Democràtic.
Agrupa un conjunt d'indrets que constitueixen el patrimoni memorial, tangible i intangible, representatiu de la lluita i els conflictes per aconseguir els drets i les llibertats democràtiques, des de la proclamació de la Segona República fins a la transició democràtica, i que articulen una voluntat comuna perquè es recuperin, es conservin i difonguin.
Inclou centres expositius de referència, patrimoni recuperat in situ (trinxeres, búnquers, espais de dol, fosses comunes, etc.), camins de memòria (rutes de l'exili, camí de la llibertat, etc.), llocs i espais de resistència, arxius i centres de documentació i monuments memorials.

## Xarxa d'Espais de Memòria Democràtica de Catalunya
La Xarxa d'Espais de Memòria Democràtica de Catalunya és la base de treball per a difondre el patrimoni democràtic de Catalunya des de la institució pública Memorial Democràtic de Catalunya. Catalunya, durant la primera intervenció del Memorial, tindrà un total de 63 espais de memòria. A partir d'aleshores, les autoritats locals havien de fer ús de la declaració dels Béns Culturals d'Interès Local (BCIL) per als seus elements patrimonials i dotar-los d'una protecció adequada. El simbolisme dels llocs de memòria legitima les institucions i els poders que els consagren. El problema a Catalunya ha estat i és la lluita per la representació simbòlica de la nacionalitat reivindicada i no reconeguda per l'estat espanyol i perquè dues entitats coexisteixen al mateix territori. L'any 2010, per ordre del Departament d'Interior, Relacions Institucionals i Participació, es crea la Xarxa Espais de Memòria de Catalunya.
| « | La Xarxa d'Espais de Memòria Democràtica de Catalunya inclourà territoris de memòria, centres expositius de referència, patrimoni recuperat "in situ" (trinxeres, búnquers, espais de dol i fosses comunes, etc.), camins de memòria (rutes de l'exili, camí de la llibertat, etc.), llocs i espais de resistència, arxius i centres de documentació, i monuments memorials. | » |

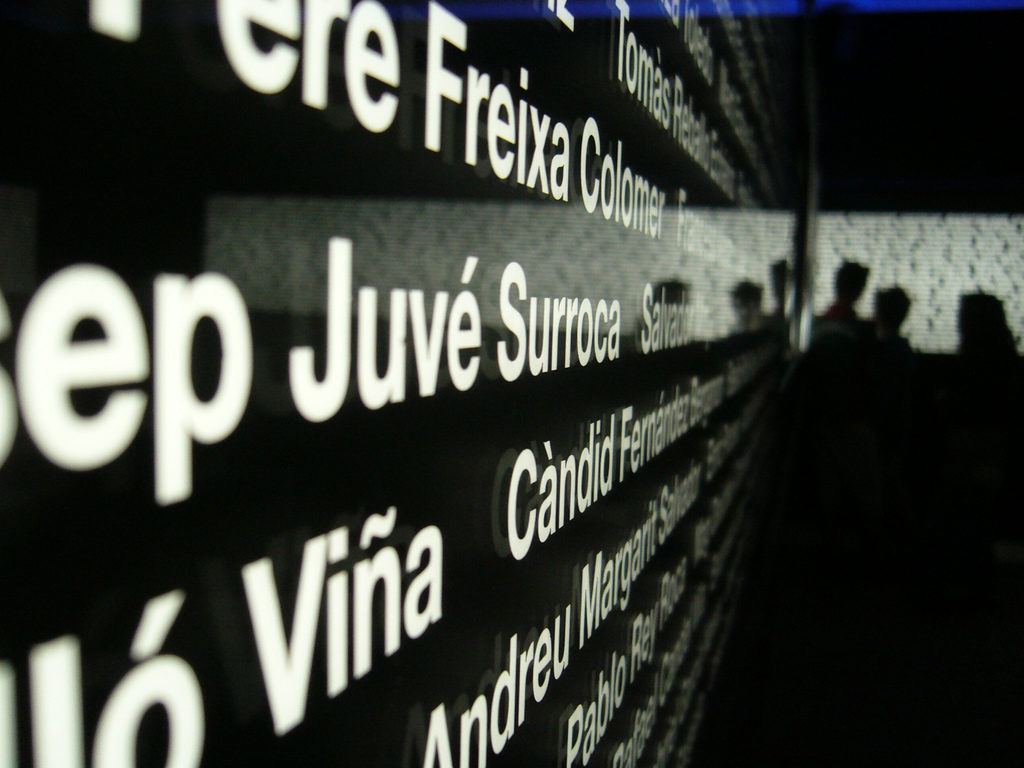
Museu Memorial de l'Exili (MUME)

La seu del Memorial Democràtic de Catalunya està situada al cor de Barcelona, però aquesta institució s'ajuda de dues entitats consorciades amb la Generalitat de Catalunya mitjançant el Memorial Democràtic, que són els Espais de la batalla de l'Ebre-COMEBE a Corbera d'Ebre. Aquesta institució es forma a partir de la combinació de centre interpretació i espai històric. El COMEBE va veure la llum l'abril de 2001 per iniciativa de diferents ens locals del territori que fou escenari de la batalla. L'objectiu és recuperar la memòria històrica que explica la història de la batalla de l'Ebre i la dinamització de tots aquells projectes i accions que ajudin a la seva difusió i coneixement. I en segon lloc, el Museu Memorial de l'Exili MUME. Aquesta entitat és un ens públic constituït per a l'establiment i la gestió en comú, al municipi de la Jonquera; tindrà per objecte l'exposició, la recerca, la interpretació i divulgació dels fenòmens històrics a l'entorn dels exilis. El seu consorci està format per diferents institucions com: l'Ajuntament de la Jonquera, la Generalitat de Catalunya, el Consell Comarcal de l'Alt Empordà i la Universitat de Girona. L'objectiu del MUME és la gestió del centre museístic de difusió i commemoració memorial al voltant de la temàtica de l'exili; emprendre la recuperació sistemàtica del llegat de l'exili; recordar la figura de Walter Benjamin, fomentar el coneixement crític de la seva obra des d'una perspectiva històrica, i connectar el seu llegat intel·lectual amb la cultura i el pensament contemporanis; estimular la formació crítica de la ciutadania, la difusió dels valors democràtics i la consecució d'un món més just i lliure.
Totes creant centres d'interpretació, museus especialitzats, o espais museïtzats que configuren el patrimoni memorial de Catalunya. Entre aquests espais, podem trobar: rutes senyalitzades, espais de la Segona República, espais de la Guerra Civil, espais de frontera i exili o espais de lluita antifranquista i recuperació democràtica.
Els espais de memòria a Catalunya suposen un patrimoni molt important i que gràcies al Memorial Democràtic de Catalunya s'ha arribat a revalorar i rememorar tots aquells espais i les víctimes que varen estar al front de la Guerra Civil durant els anys 1936-1939. Aquests són llocs vius i que estan en constant evolució, on el pas del temps ha generat una pàtina que ens permet reviure, escoltar i sentir les emocions del passat.
| « | Els màrtirs, els herois són la llum dels pobles que han sofert, han lluitat contra els tirans, són els sants vertaders, uns éssers tan nobles, que la llegenda, els segles, fan gegants. Sou, doncs, germans, a més de grans, eterns, l'orgull dels garriguencs, d'Albagés tresors, espills d'una gent que ha viscut l'infern la fam, les tortures, els crims, el terror!... Que emplenà les nostres viles de por, de dolors, de vídues, d'orfelins, tantes llars de plors! de màrtirs, joves tots, flors dels nostres ideals, republicans, pels quals vàreu caure morts, cridant: ASSASSINS! aquella nit d'horror, que la sang us feia herois i el crim immortals. | » |

### Antecedents
L'any 2000, s'obrí a Espanya la primera fossa comuna per part de les famílies de persones reparcel·lades pel franquisme durant la Guerra Civil. Un dol que finalment tanca moltes ferides. Com diu Paul Riqueur: El dol és negat de vegades en nom de la pau social, sense acceptar que la reconciliació descansa en el perdó, i que no hi pot haver perdó si aquest no es demana a les víctimes.
Respecte al marc legislatiu, abans de la Llei 13/2007 del Memorial Democràtic de Catalunya s'elabora la Llei de la Memòria Històrica, proclamada també l'any 2007.. Aquesta llei (52/2007) sobre la memòria històrica tenia la finalitat d'impulsar mesures per assegurar, de manera homogènia, les exhumacions proposades per les famílies de les víctimes de la Guerra Civil. També cercava assegurar l'accés de les famílies de les víctimes als arxius i altres fonts documentals, a més d'estudiar mesures de recuperació i dignificació de les víctimes.
En canvi, les polítiques de memòria històrica que es van dur a terme a Catalunya amb la caiguda de Franco varen ser molt diferents. A finals de la dècada dels 80 i principi dels 90, es realitzà una campanya olímpica a la ciutat de Barcelona. La llei 13/2007 va tenir un doble objectiu en la política de Catalunya; desenvolupada gràcies als ajuntaments i, sobretot, per la nova institució sorgida gràcies a la Generalitat de Catalunya, coneguda actualment com el Memorial Democràtic de Catalunya . Una política dedicada a la recuperació de la memòria històrica (últims set anys), un fenomen que ha permès la recerca de la normalització democràtica, després d'una transició basada en el silenci.

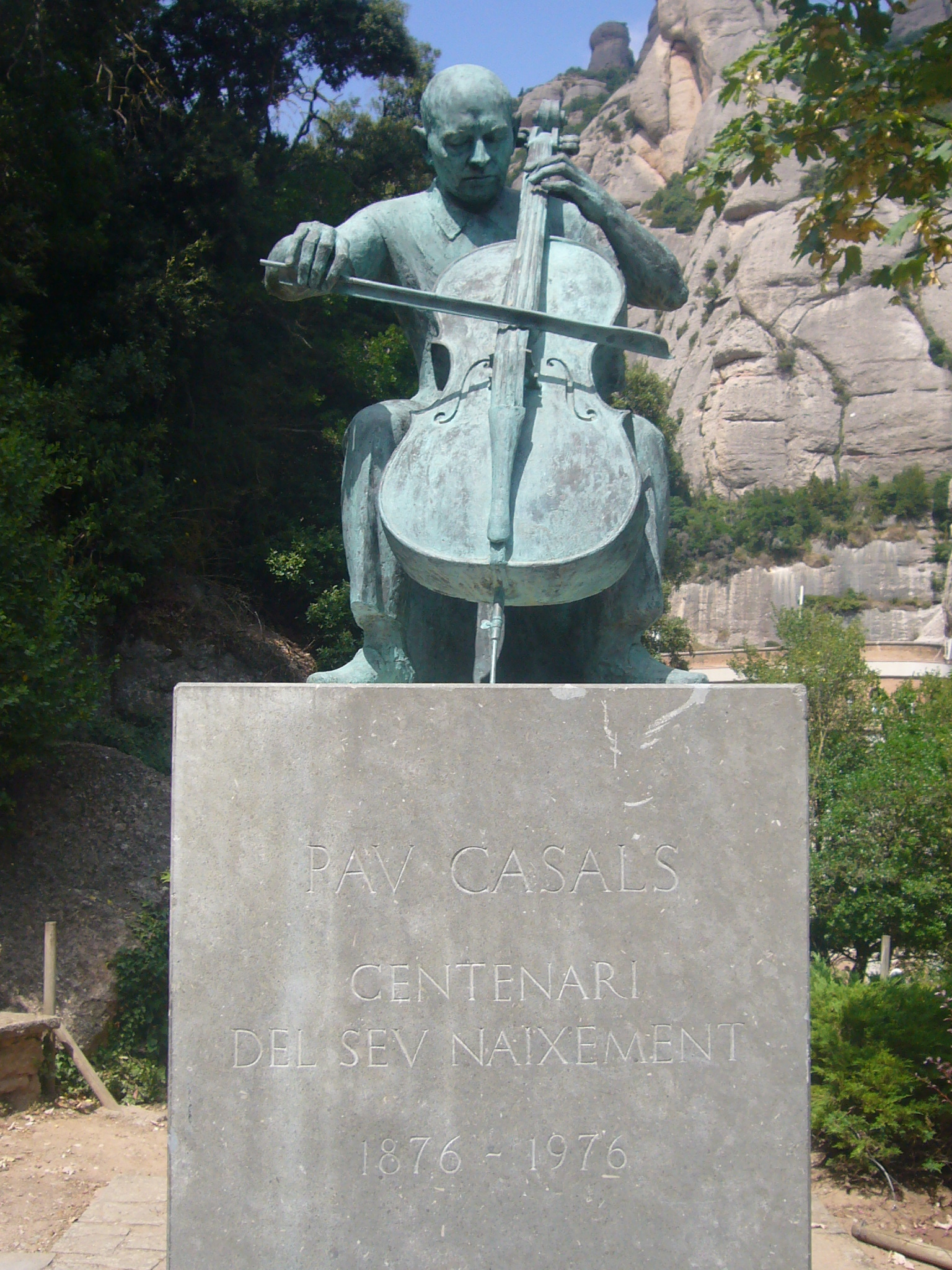
Escultura en homenatge a Pau Casals

La recuperació de la memòria històrica a Catalunya va impulsar la creació del Memorial Democràtic. Aquest fou el moment en què es decidí recuperar la memòria històrica en tots aquells llocs que havien estat escenari de diferents conflictes bèl·lics. A Catalunya, les tasques s'iniciaren l'any 2004, a partir del Decret 2/2004 de 7 gener per part del Departament de Relacions Institucionals i Participació, mitjançant el qual se signà un conveni amb la Universitat Autònoma de Barcelona per desenvolupar l'avantprojecte de creació del Memorial Democràtic. En aquest decret, es creà el programa per al memorial democràtic, amb la finalitat de recuperar i reivindicar la memòria històrica per la lluita de la democràcia i difondre el seu coneixement.
L'any 2005 es va publicar l'ordre de crear la Comissió Assessora del Memorial Democràtic. Aquesta comissió va elaborar l'informe El memorial democràtic, instrument d'una política pública de la memòria, un document clau que va servir per a preparar la base de la llei sobre el memorial democràtic, amb l'objectiu de recuperar i difondre la memòria i convertir-lo en patrimoni col·lectiu. És en aquest any que la Universitat de Lleida, juntament amb el Departament de Relacions Institucionals i Participació i la Universitat Autònoma de Barcelona elaboren el Pla Pilot per a la localització, Registre i Senyalització dels llocs Emblemàtics de la Guerra Civil (1936-1939), de la Repressió Franquista i de la lluita Antifranquista a les Comarques de Lleida. 
Finalment, l'any 2006, el govern de Catalunya va presentar el projecte de Llei de Creació del Memorial Democràtic i promogué la llei, que finalment fou acceptada l'any 2007.

### El Memorial Democràtic de Catalunya (2007-2010)

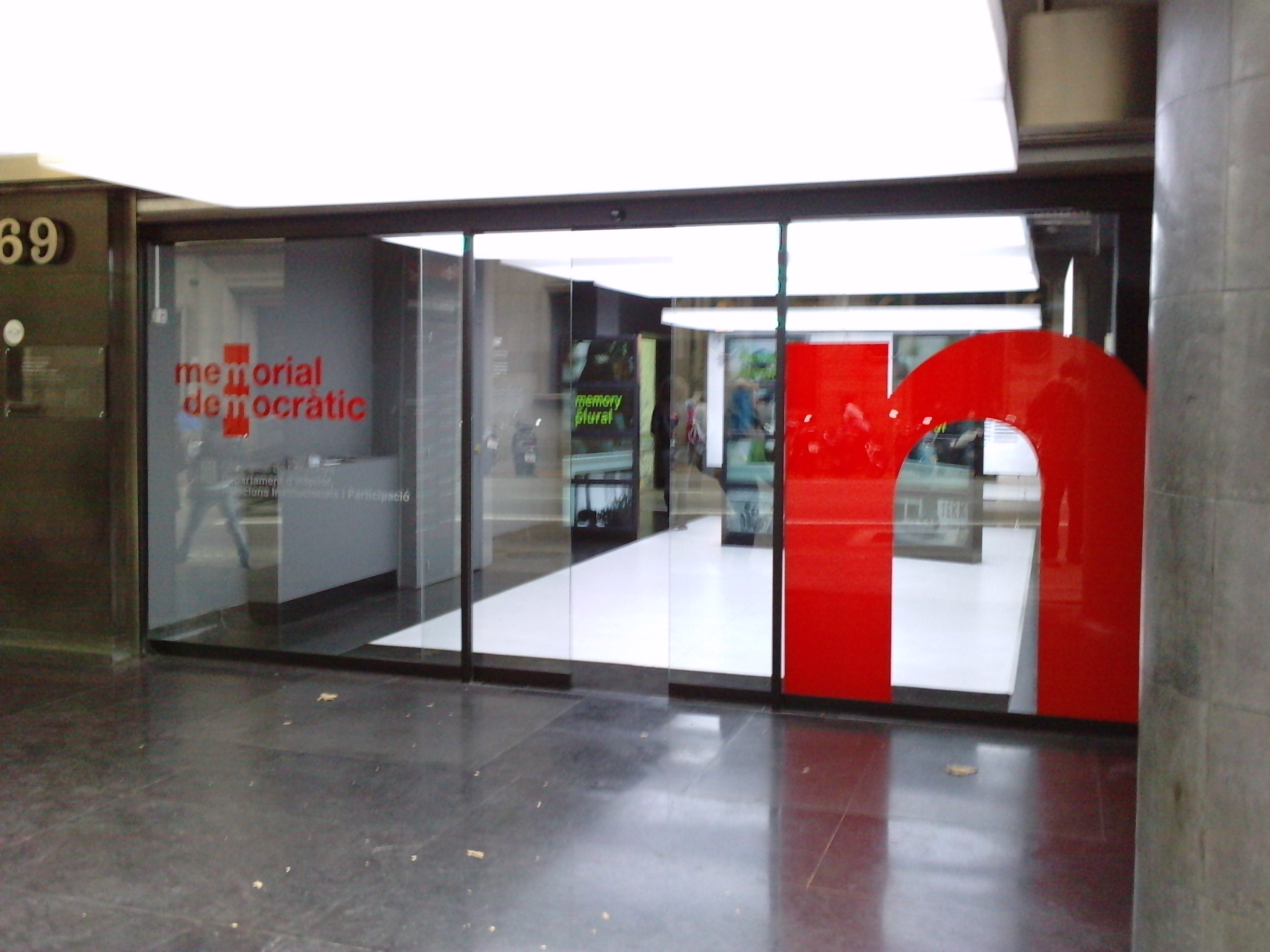
Antic edifici del Memorial Democràtic situat a la Via Laietana de Barcelona

Catalunya té un patrimoni tangible i intangible al voltant de la memòria històrica i la història del passat més recent. Tot i que avui en dia part d'aquest patrimoni ha caigut en l'oblit, conserva un gran valor.
El Govern de la Generalitat de Catalunya va creure a partir del 2006 que la memòria històrica és un dret de la ciutadania d'una societat democràtica sana i lliure, i per tant, un deure de l'administració pública. El Programa per al Memorial Democràtic de l'any 2007, adscrit al Departament de Relacions Institucionals i Participació, és l'instrument designat per la Generalitat per executar les polítiques públiques de recuperació de la memòria històrica: homenatge a totes les víctimes de la lluita per la democràcia; proclamació dels valors que la fonamenten i preservació de la memòria de la lluita contra el franquisme.
El projecte del Memorial Democràtic de Catalunya planteja la creació d'una Xarxa d'Espais de Memòria a Catalunya l'any 2010 de diferent naturalesa. Espais que aborden des de vestigis de la Guerra civil, la postguerra o la repressió. Presenten un projecte innovador i ambiciós amb què pretenen conservar, reconstruir i difondre aquests espais de memòria.
El Memorial Democràtic de Catalunya és un memorial en tots els sentits, en què es vetlla pels drets humans, la llibertat i la democràcia. Neix de la llibertat de la ciutadania i aprofundeix en la igualtat de les persones malgrat haver arribat amb retard, ateses les diverses circumstàncies i condicionants de la transició democràtica. Aquest pretén conèixer i explicar el passat recent amb la voluntat de comprometre's i comprometre la ciutadania amb els valors de la democràcia i de la llibertat.
El Memorial Democràtic és una institució de la Generalitat de Catalunya, independent de tota opció política, religiosa o ideològica; és una institució que persegueix l'acompliment dels drets humans, enfront dels qui combaten o desnaturalitzen la democràcia; és una institució plural perquè reconeix les diferents interpretacions possibles del passat, i es vesteix amb les diferents memòries dins del paisatge democràtic. Un dels aspectes més rellevants del Memorial Democràtic fou la creació dels Espais de Memòria, que recentment ha pres la forma d'una xarxa amb l'objectiu de recuperar, senyalitzar i difondre el patrimoni. Aquesta xarxa és integrada per una sèrie d'activacions patrimonials, repartides per tot el territori de Catalunya, i presenta una gran diversitat tant des del punt de vista temàtic com en relació al tipus d'estructures patrimonials.
El Memorial Democràtic, com tota institució, té uns deures i unes obligacions. Entre aquestes, cal destacar diverses funcions que tenen una forta incidència, com són: la commemoració, la conservació, la investigació, la difusió, la formació i la participació. Totes pretenen conservar el record i la memòria per a les generacions futures i dignificar els espais de dol, així com difondre el patrimoni i reconèixer la dignitat de totes aquelles víctimes que patiren les conseqüències i visqueren la tragèdia de la Guerra Civil. Per aquest motiu, el Memorial Democràtic durant els seus anys de màxima esplendor ha realitzat diverses actuacions en record i memòria del passat que cal conèixer i conservar.

### Memorial Democràtic de Catalunya avui

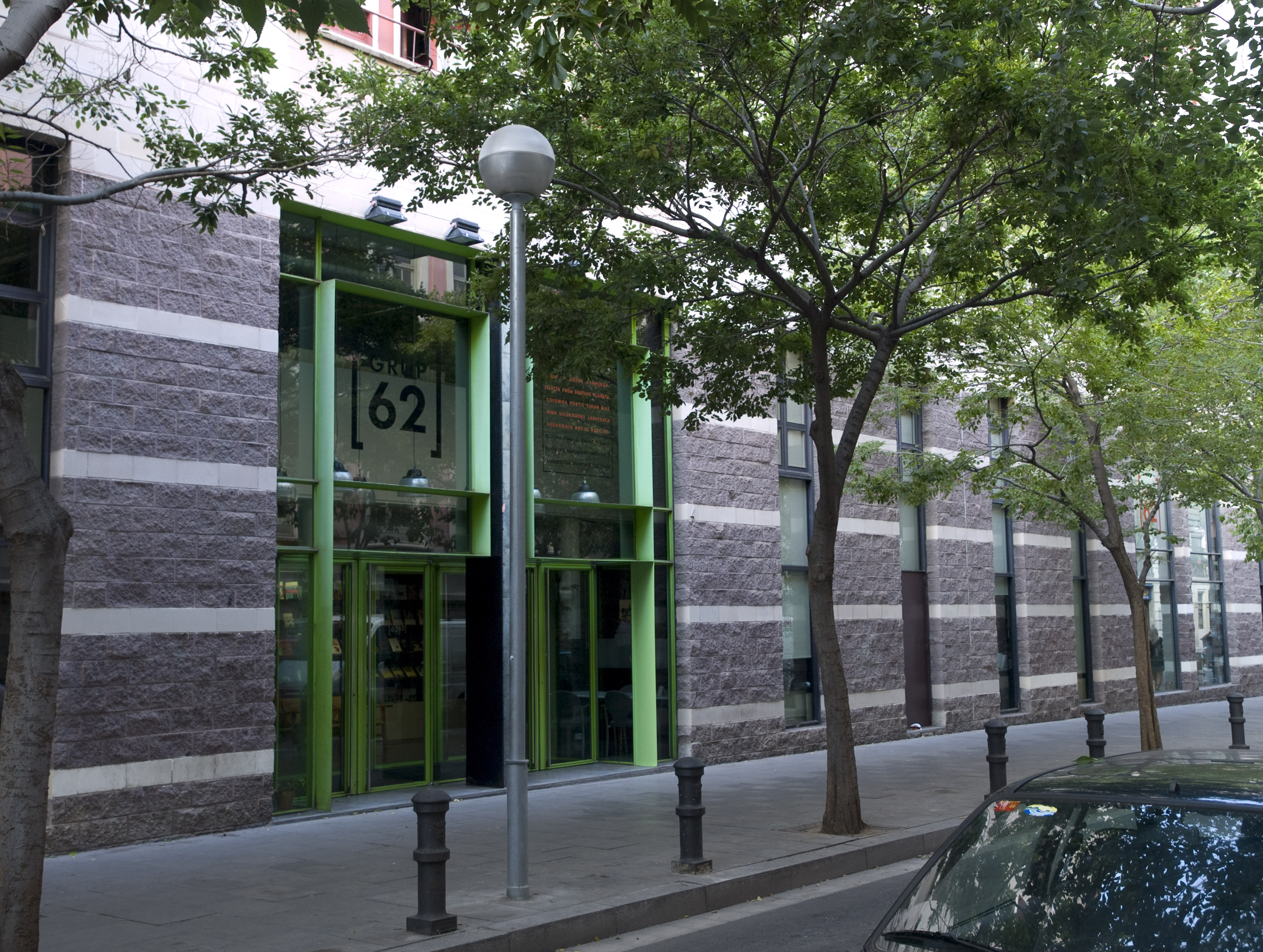
Façana d'Edicions 62. Actual seu del Memorial Democràtic

Després de l'auge que va tenir el Memorial Democràtic (2007-2010) des dels seus inicis, gràcies a tots els seus membres que varen fer possible una institució marcada per la memòria, per un passat recent, uns fets tràgics que hem de recordar perquè no torni a succeir en la història. I per recordar totes aquelles víctimes que van lluitar per la democràcia, pels drets humans i per la llibertat. Una llibertat amb un camí ple de víctimes civils que han permès la llibertat de molts d'altres. El memorial democràtic ha volgut recollir els fets gràcies als supervivents de la Guerra civil, familiars i nets. Tots ells busquen un reconeixement i una mena de caixa per tancar el dol i la tragèdia viscuda.
Una entitat que fou creada pel govern del tripartit per recuperar l'oblit de la víctimes de la Guerra Civil. Un govern interessat i dedicat a la recuperació de la memòria. En el moment de la seva creació, el memorial democràtic s'ubicava al número 69 de la Via Laietana. Però, amb la destitució de Miquel Caminal Badia, varen començar les davallades d'aquesta institució. A més, també tot aquest període està marcat per un canvi de govern, fet que provocà un descens per a la institució. Tots aquests fets varen provocar que l'organigrama del memorial quedés desvalgut. Fins que l'any 2011, la vicepresidenta del memorial democràtic, Joana Ortega, va nomenar Jordi Palou Loverdos com a nou director d'aquesta institució. Palol es dedica a la defensa dels drets humans.
Després de tres anys (l'any 2014) sense seu fixa, és oberta al públic, amb múltiples trasllats. Finalment, obtindrà una nova seu al districte de Ciutat Vella de Barcelona. Ocuparà l'antic edifici d'Edicions 62, al barri del Raval. La intenció per aquests anys futurs, segons Jordi Palou-Loverdos, és obrir un procés participatiu per repartir, pensar i idear noves propostes per tirar endavant el primer projecte que es planteja el memorial democràtic. Recuperar, conservar i difondre tots aquells llocs, espais de memòria i vestigis que recorden el passat recent.

### Xarxa d'Espais de Memòria de les comarques de Lleida i l'Alt Pirineu i Aran
La Xarxa Espais de Memòria de Catalunya es va crear gràcies al Memorial Democràric l'any 2010 amb l'Ordre IRP/91/2010. La xarxa d'Espais de Memòria posava amb marxa unes actuacions amb les quals es pretenia: explicar, recuperar, senyalitzar i museïtzar indrets i vestigis, materials i immaterials. Tenien un clar objectiu, recuperar i conservar tots aquells espais malmesos i oblidats. Donar a conèixer un món ple de memòria, reflexió i coneixement. Aquests espais corresponen a la comarca de l'Alt Pirineu, Aran i Lleida, són espais recuperats in situ, camins de memòria, espais de resistència, centres d'interpretació i altres monuments memorials.

## Llista
| Codi | Títol                                                                         | Ref     |
| ---- | ----------------------------------------------------------------------------- | ------- |
| 2    | Bateria antiaèria de Sant Pere Màrtir. Esplugues de Llobregat                 | [ 10 ]  |
| 8    | Centre d'Interpretació del Camp d'Aviació de la Sénia                         | [ 11 ]  |
| 9    | Camp d'aviació de Rosanes                                                     | [ 12 ]  |
| 10   | Cases caigudes al Pinell de Brai                                              | [ 13 ]  |
| 11   | Castell de Móra d'Ebre                                                        | [ 14 ]  |
| 12   | Centre d'Interpretació 115 dies                                               | [ 15 ]  |
| 13   | Centre d'Interpretació Hospitals de Sang                                      | [ 16 ]  |
| 14   | Centre d'Interpretació Les Veus del Front                                     | [ 17 ]  |
| 15   | Centre d'Interpretació Soldats a les Trinxeres                                | [ 18 ]  |
| 18   | Coll del Moro                                                                 | [ 19 ]  |
| 19   | Memorial de l'Exili-Coll dels Belitres-Portbou                                | [ 20 ]  |
| 20   | El Merengue                                                                   | [ 21 ]  |
| 22   | Refugi de l'Escola La Vila. Palamós                                           | [ 22 ]  |
| 24   | Búnquers de Foradada                                                          | [ 23 ]  |
| 26   | Bombardeig de Granollers                                                      | [ 24 ]  |
| 182  | Xarxa d'Espais de Memòria Democràtica de Catalunya                            | [ 25 ]  |
| 28   | Isona: La reconstrucció d'un poble entre dos fronts                           | [ 26 ]  |
| 29   | Itinerari El front republicà de la Posa                                       | [ 27 ]  |
| 31   | Centre d'Interpretació de l'Aviació Republicana i la Guerra Aèria             | [ 28 ]  |
| 32   | Memorial de les Camposines                                                    | [ 29 ]  |
| 33   | Memorial de l'Exèrcit Popular de Pujalt                                       | [ 30 ]  |
| 34   | Mirador de la serra de Pàndols                                                | [ 31 ]  |
| 35   | Mirador del Bassot                                                            | [ 32 ]  |
| 36   | Museu Memorial de l'Exili                                                     | [ 33 ]  |
| 37   | Parc dels búnquers de Martinet i Montellà                                     | [ 34 ]  |
| 38   | Poble Vell de Corbera d'Ebre                                                  | [ 35 ]  |
| 39   | Presó-Museu Camí de la Llibertat                                              | [ 36 ]  |
| 40   | Refugi antiaeri de la placeta Macià. Sant Adrià de Besòs                      | [ 37 ]  |
| 41   | Refugi antiaeri de l'església de Santa Maria d'Agramunt                       | [ 38 ]  |
| 42   | Refugi antiaeri de l'estació de la Garriga                                    | [ 39 ]  |
| 43   | Refugi antiaeri del carrer de Sant Josep a Flix                               | [ 40 ]  |
| 44   | Refugi antiaeri de la Font Gran (Benissanet)                                  | [ 41 ]  |
| 45   | Ruta Walter Benjamin a Portbou                                                | [ 42 ]  |
| 46   | Tírvia: destrucció i reconstrucció d'un poble adoptat pel Caudillo            | [ 43 ]  |
| 47   | Trinxeres de les Devees                                                       | [ 44 ]  |
| 48   | Trinxeres dels Barrancs                                                       | [ 45 ]  |
| 49   | Camí de la Llibertat                                                          | [ 46 ]  |
| 50   | Retirada i camins de l'exili a l'Alt Empordà                                  | [ 47 ]  |
| 51   | Punt d'informació sobre la Guerra Civil i la Postguerra a la Vall de Cardós   | [ 48 ]  |
| 52   | Fortificacions del tossal de Sant Joan de Vilamur                             | [ 49 ]  |
| 53   | Federació Obrera de Molins de Rei                                             | [ 50 ]  |
| 54   | Front de guerra de Biuse                                                      | [ 51 ]  |
| 55   | Casa Bonifaci Museu de Llimiana                                               | [ 52 ]  |
| 56   | Refugi antiaeri de Roses                                                      | [ 53 ]  |
| 58   | Casa contra la guerra de Sieverhausen                                         | [ 54 ]  |
| 59   | Arxiu Nacional de la Memòria                                                  | [ 55 ]  |
| 60   | Casa de la Conferència de Wannsee                                             | [ 56 ]  |
| 61   | Casa del Terror                                                               | [ 57 ]  |
| 62   | Casa dels Esclaus                                                             | [ 58 ]  |
| 63   | Casa d'Izieu. Memorial dels infants jueus exterminats                         | [ 59 ]  |
| 64   | Casernes de Hyde Park                                                         | [ 60 ]  |
| 65   | Centre Alemany de l'Emigració                                                 | [ 61 ]  |
| 66   | Centre Anna Frank                                                             | [ 62 ]  |
| 67   | Centre Cultural de la Memòria Haroldo Conti                                   | [ 63 ]  |
| 68   | Centre Cultural i Museu de la Memòria                                         | [ 64 ]  |
| 69   | Centre Cultural per la Memòria de Trelew                                      | [ 65 ]  |
| 70   | Centre d'Estudis de l'Holocaust i les Minories religioses                     | [ 66 ]  |
| 71   | Centre de la Memòria d'Oradour-sur-Glane                                      | [ 67 ]  |
| 72   | Centre de patrimoni armeni                                                    | [ 68 ]  |
| 73   | Centre d'història de la Resistència i la Deportació                           | [ 69 ]  |
| 74   | Centre Documental de la Memòria Històrica                                     | [ 70 ]  |
| 75   | Centre memorial de Kigali                                                     | [ 71 ]  |
| 76   | Centre Memorial de l'Holocaust                                                | [ 72 ]  |
| 77   | Centre Memorial de la Resistència alemanya                                    | [ 73 ]  |
| 78   | Centre mundial de la Pau                                                      | [ 74 ]  |
| 79   | Ciutat Nacional de la Història de la Immigració                               | [ 75 ]  |
| 80   | Coalició Internacional de Llocs de Consciència                                | [ 76 ]  |
| 81   | Comissió Provincial per la Memòria                                            | [ 77 ]  |
| 82   | Complex Memorial Estatal de Khatín                                            | [ 78 ]  |
| 83   | Complex Memorial Estatal de Mednoe                                            | [ 79 ]  |
| 84   | Corporació Parc per la Pau Villa Grimaldi                                     | [ 80 ]  |
| 85   | Bois du Cazier                                                                | [ 81 ]  |
| 86   | Memorial de Caen                                                              | [ 82 ]  |
| 87   | Mur de Berlín                                                                 | [ 83 ]  |
| 88   | Museu de la Tolerància                                                        | [ 84 ]  |
| 89   | Camps de Flandes                                                              | [ 85 ]  |
| 90   | Espai Commemoratiu i Memorial de Ravensbrück                                  | [ 86 ]  |
| 91   | Espai Històric Nacional Martin Luther King, Jr.                               | [ 87 ]  |
| 93   | Fundació Escola de Pau de Monte Sole                                          | [ 88 ]  |
| 94   | Fundació Memorial de la presó de Hohenschönhausen                             | [ 89 ]  |
| 95   | Fundació Museu per la Pau de Gernika                                          | [ 90 ]  |
| 96   | Fundació Salvador Allende                                                     | [ 91 ]  |
| 97   | Fundació-Monument als Jueus assassinats a Europa                              | [ 92 ]  |
| 98   | Institut Espai per a la Memòria                                               | [ 93 ]  |
| 99   | Institut Holandès de Documentació de la Guerra                                | [ 94 ]  |
| 100  | Maternitat d'Elna                                                             | [ 95 ]  |
| 101  | Torre d'IJzer                                                                 | [ 96 ]  |
| 102  | Londres 38                                                                    | [ 97 ]  |
| 103  | Memòria Oberta                                                                | [ 98 ]  |
| 104  | Memorial Comandante Ernesto Che Guevara                                       | [ 99 ]  |
| 105  | Memorial de Hadamar                                                           | [ 100 ] |
| 106  | Memorial de la Resistència a Vercors                                          | [ 101 ] |
| 107  | Memorial de la Resistència-Pinacoteca de l'Estat de São Paulo                 | [ 102 ] |
| 108  | Memorial de la Shoah                                                          | [ 103 ] |
| 109  | Memorial de l'Abolició de l'Esclavitud                                        | [ 104 ] |
| 110  | Memorial de Paine                                                             | [ 105 ] |
| 111  | Memorial de Ribesaltes                                                        | [ 106 ] |
| 112  | Memorial de Terezín                                                           | [ 107 ] |
| 113  | Memorial del Camp de Concentració de Mauthausen                               | [ 108 ] |
| 114  | Memorial del Teatre Holandès                                                  | [ 109 ] |
| 115  | Memorial i Museu d'Auschwitz–Birkenau                                         | [ 110 ] |
| 116  | Memorial Leclerc i de l'Alliberament de París - Museu Jean Moulin             | [ 111 ] |
| 117  | Museu Nacional Nipoamericà                                                    | [ 112 ] |
| 118  | Museu South End                                                               | [ 113 ] |
| 119  | Museu Actiu de les Dones en la Guerra i la Pau                                | [ 114 ] |
| 121  | Museu Cervi                                                                   | [ 115 ] |
| 122  | Museu Churchill i Sales del Gabinet de Guerra                                 | [ 116 ] |
| 123  | Museu d'Anna Frank                                                            | [ 117 ] |
| 124  | Museu de Bielsa                                                               | [ 118 ] |
| 125  | Museu de Derry Lliure                                                         | [ 119 ] |
| 126  | Museu de la Bomba Atòmica de Nagasaki                                         | [ 120 ] |
| 127  | Museu de la Civilització                                                      | [ 121 ] |
| 128  | Museu de la Guerra d'Alliberament                                             | [ 122 ] |
| 129  | Museu de la Immigració                                                        | [ 123 ] |
| 130  | Museu de la Memòria de Rosario                                                | [ 124 ] |
| 131  | Museu de la Memòria i els Drets Humans                                        | [ 125 ] |
| 132  | Museu de la Paraula i la Imatge                                               | [ 126 ] |
| 133  | Museu de la Pau del Pont de Remagen                                           | [ 127 ] |
| 134  | Museu de la República Partisana de Montefiorino                               | [ 128 ] |
| 135  | Museu de la Resistència Holandesa                                             | [ 129 ] |
| 136  | Museu de la Resistència i de la deportació de Picardia                        | [ 130 ] |
| 137  | Museu de la Resistència i la Deportació de l'Isère                            | [ 131 ] |
| 138  | Museu de l'Apartheid                                                          | [ 132 ] |
| 139  | Museu de l'illa de Robben                                                     | [ 133 ] |
| 140  | Museu de la STASI                                                             | [ 134 ] |
| 141  | Museu del Coratge i la Resistència. Museu de la Llei Marcial                  | [ 135 ] |
| 142  | Museu del Districte Sisè                                                      | [ 136 ] |
| 143  | Museu del Molí arrosser de San Sabba                                          | [ 137 ] |
| 144  | Museu del túnel de Sarajevo                                                   | [ 138 ] |
| 145  | Museu Difús de Torí                                                           | [ 139 ] |
| 146  | Museu Gulag de Perm 36                                                        | [ 140 ] |
| 147  | Museu Hector Pieterson                                                        | [ 141 ] |
| 148  | Museu Històric Alemany                                                        | [ 142 ] |
| 149  | Museu Històric de l'Alliberament de Roma                                      | [ 143 ] |
| 150  | Museu i Centre Públic Andrei Sakharov: Pau, progrés, drets humans             | [ 144 ] |
| 151  | Museu i Memorial de Sachsenhausen                                             | [ 145 ] |
| 152  | Museu Imperial de la Guerra                                                   | [ 146 ] |
| 153  | Museu Internacional de l'Esclavitud                                           | [ 147 ] |
| 154  | Museu Jueu de Berlín                                                          | [ 148 ] |
| 155  | Museu Memorial de la Resistència Dominicana                                   | [ 149 ] |
| 156  | Museu Memorial de l'Holocaust dels Estats Units                               | [ 150 ] |
| 157  | Museu Monument al deportat de Carpi i camp de Fossoli                         | [ 151 ] |
| 158  | Museu Nacional dels Drets Civils                                              | [ 152 ] |
| 159  | Museu Nacional de Gandhi                                                      | [ 153 ] |
| 160  | Museu Tenement                                                                | [ 154 ] |
| 161  | Parc Memento de Budapest                                                      | [ 155 ] |
| 162  | Parc Commemoratiu de la Pau i Museu de la Pau d'Hiroshima                     | [ 156 ] |
| 163  | Refugi-Museu de la Guerra Civil de Cartagena                                  | [ 157 ] |
| 164  | Struthof, antic camp de concentració de Natzweiler                            | [ 158 ] |
| 165  | Topografia del Terror                                                         | [ 159 ] |
| 166  | Turó de la Constitució                                                        | [ 160 ] |
| 167  | Yad Vashem                                                                    | [ 161 ] |
| 222  | Ruta dels búnquers del Bosc de Rossa d'Arsèguel                               | [ 162 ] |
| 178  | Camí de l'exili pel port de Salau                                             | [ 163 ] |
| 179  | Búnquers de la Línia de Defensa dels Pirineus a La Vall de Cardós             | [ 164 ] |
| 177  | Camins de la Guerra Civil a Rialp                                             | [ 165 ] |
| 193  | Espai Memòries. Manresa                                                       | [ 166 ] |
| 180  | Centre d'interpretació Internacionals a l'Ebre                                | [ 167 ] |
| 183  | Museu Memorial de Wewelsburg 1933-1945                                        | [ 168 ] |
| 185  | L-2: itineraris dels espais de la Guerra Civil a Vallbona de les Monges       | [ 169 ] |
| 175  | Espais de la Guerra Civil a la Segarra                                        | [ 170 ] |
| 198  | Refugi antiaeri de la plaça del Blat (Valls 1931-1979)                        | [ 171 ] |
| 197  | Comissió canadenca de la Veritat i la Reconciliació                           | [ 172 ] |
| 176  | Frontera i búnquers a la Guingueta d'Àneu                                     | [ 173 ] |
| 184  | Museu d'Història de la Immigració de Catalunya                                | [ 174 ] |
| 173  | Ruta dels espais de la Guerra Civil a Cambrils                                | [ 175 ] |
| 174  | Espais de memòria de Tarragona                                                | [ 176 ] |
| 186  | Aeròdrom republicà d'Alfés                                                    | [ 177 ] |
| 187  | Sota les bombes. Itineraris dels bombardeigs a les Borges Blanques            | [ 178 ] |
| 188  | Can Riera. Espai de Memòria de l'Hospitalet                                   | [ 179 ] |
| 189  | Refugi antiaeri del Parc de Calella                                           | [ 180 ] |
| 191  | Parvulari republicà de Palamós                                                | [ 181 ] |
| 192  | Itinerari de la Guerra Civil i la repressió franquista a Girona               | [ 182 ] |
| 194  | Centre Noruec de Memòria i Drets Humans                                       | [ 183 ] |
| 195  | Camp de la Bota                                                               | [ 184 ] |
| 196  | Fossar de la Pedrera. Cementiri de Montjuïc                                   | [ 185 ] |
| 202  | Bateria antiaèria del Turó de la Rovira. Barcelona                            | [ 186 ] |
| 199  | Refugi antiaeri de la Patacada. Reus                                          | [ 187 ] |
| 223  | Espais de memòria de Vilanova de la Barca                                     | [ 188 ] |
| 201  | Espais de la Guerra Civil i el franquisme a Sabadell                          | [ 189 ] |
| 203  | Espais de memòria de la Val d'Aran                                            | [ 190 ] |
| 204  | Itinerari del mont de Conques                                                 | [ 191 ] |
| 205  | Espais de memòria de Bellver de Cerdanya                                      | [ 192 ] |
| 206  | Cementiri de Lleida                                                           | [ 193 ] |
| 207  | Itineraris pel cap de pont de Balaguer                                        | [ 194 ] |
| 208  | Centre d'Interpretació del Camp d'Aviació de Celrà                            | [ 195 ] |
| 224  | Espai Macià                                                                   | [ 196 ] |
| 210  | Itineraris de Memòria Democràtica pel Penedès. Ruta del Vesper de la Gloriosa | [ 197 ] |
| 211  | Itineraris de Memòria Democràtica pel Penedès. Ruta de Defensa de Costes      | [ 198 ] |
| 212  | Ruta de les trinxeres Punta del Duc                                           | [ 199 ] |
| 213  | Campament del XV Cos d'Exèrcit                                                | [ 200 ] |
| 214  | Búnquer dels Reguers                                                          | [ 201 ] |
| 215  | Antiga estació de Bot                                                         | [ 202 ] |
| 216  | Fort de Milet                                                                 | [ 203 ] |
| 217  | Fort d'en Blario                                                              | [ 204 ] |
| 218  | Castell de Miravet                                                            | [ 205 ] |
| 219  | Museu Memorial de la Batalla de l'Ebre                                        | [ 206 ] |
| 220  | Itineraris de Memòria Democràtica pel Penedès. Ruta del front                 | [ 207 ] |
| 225  | Clot de les Bombes de Tartareu                                                | [ 208 ] |
| 226  | Ruta de la Memòria dels Miners de Carbó al Berguedà                           | [ 209 ] |